# Solenangis scandens
Espèce
Synonymes
- Angraecum scandens Schltr.[1]

Solenangis scandens est une espèce de plantes de la famille des Orchidées et du genre Solenangis, présente dans plusieurs pays d'Afrique tropicale.